# Thelypodium integrifolium
Thelypodium integrifolium är en korsblommig växtart som först beskrevs av Thomas Nuttall, och fick sitt nu gällande namn av Stephan Ladislaus Endlicher. Thelypodium integrifolium ingår i släktet Thelypodium och familjen korsblommiga växter.

## Underarter
Arten delas in i följande underarter:
- T. i. affine
- T. i. complanatum
- T. i. gracilipes
- T. i. integrifolium
- T. i. longicarpum

## Bildgalleri

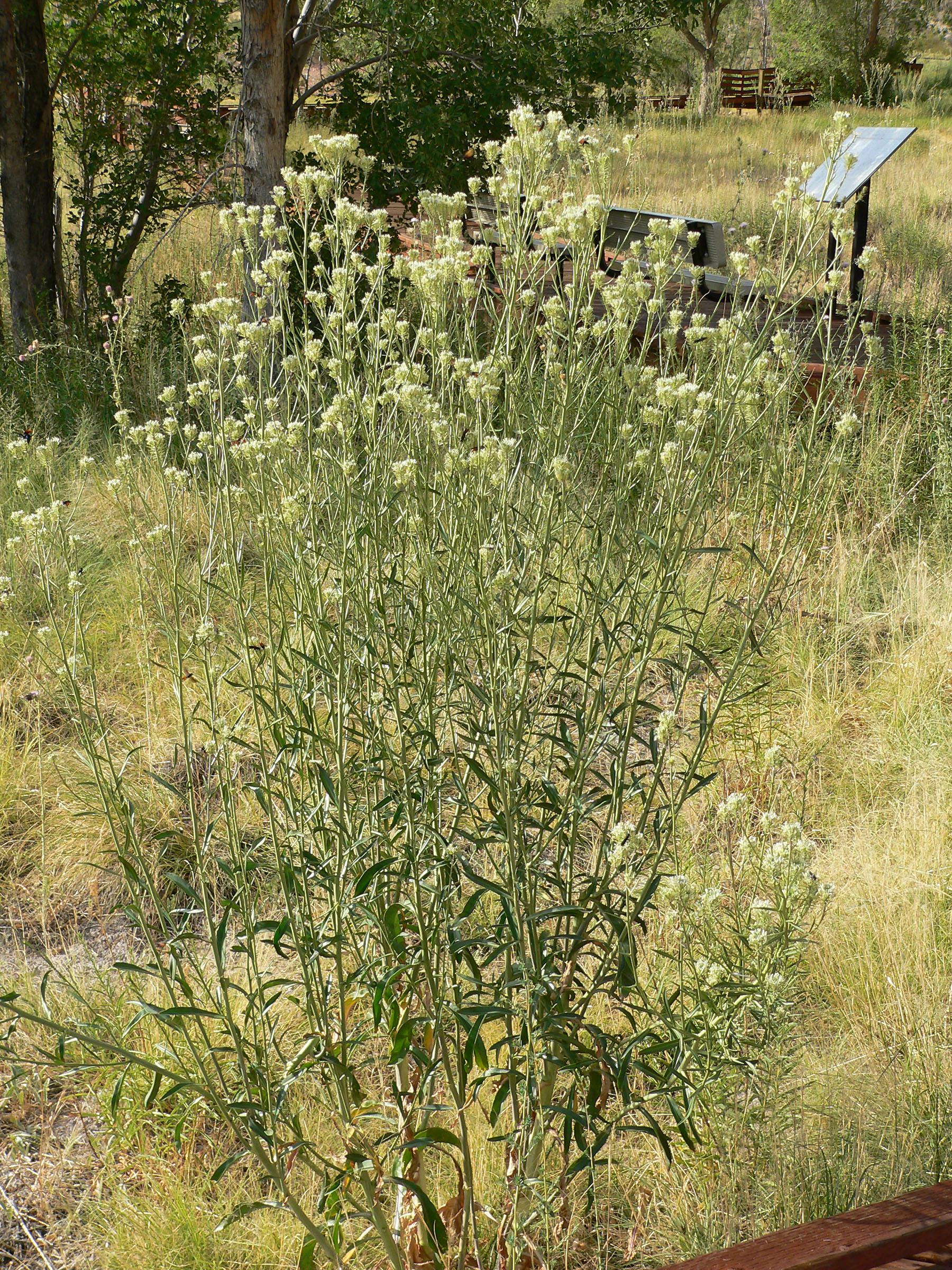
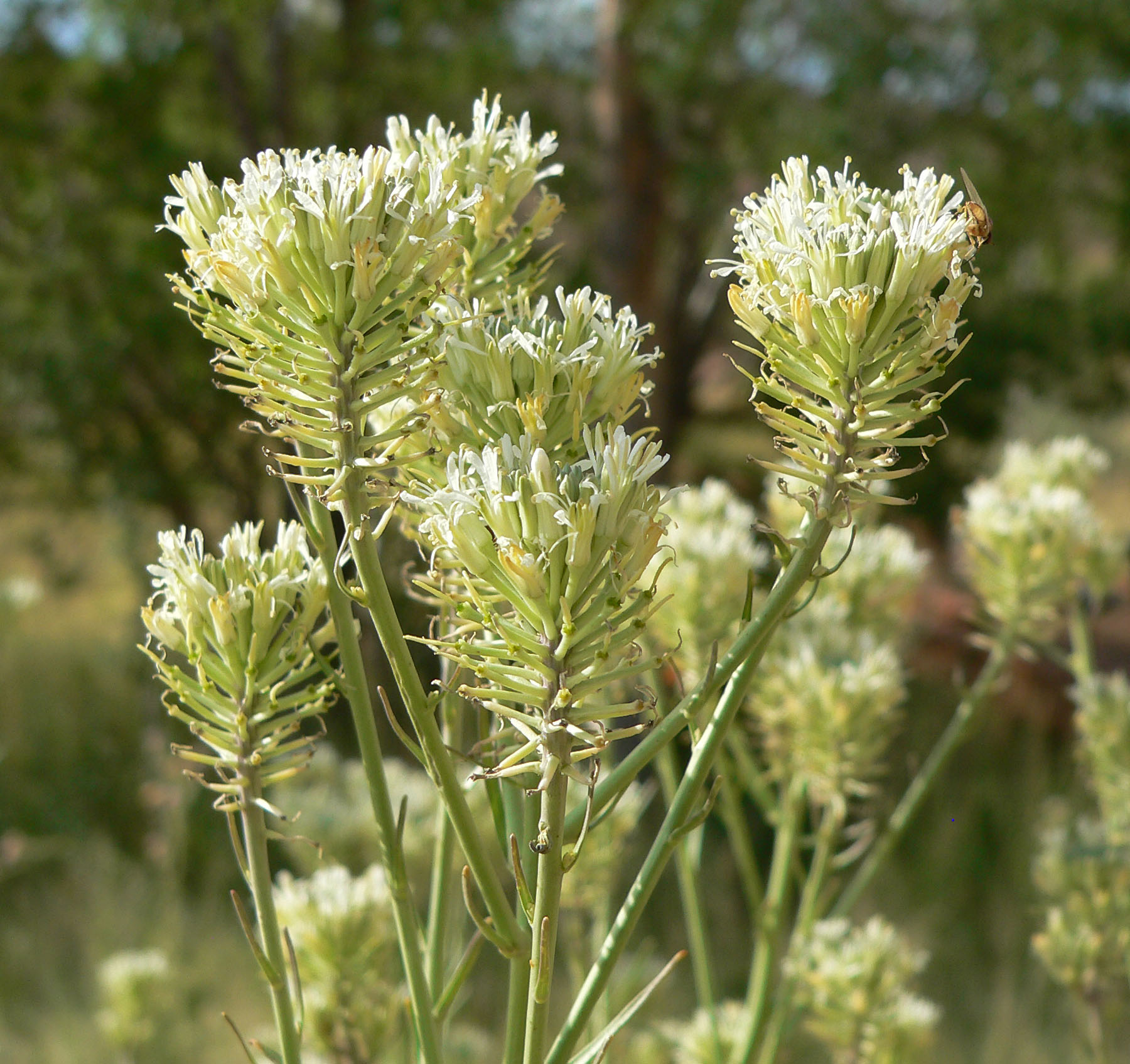
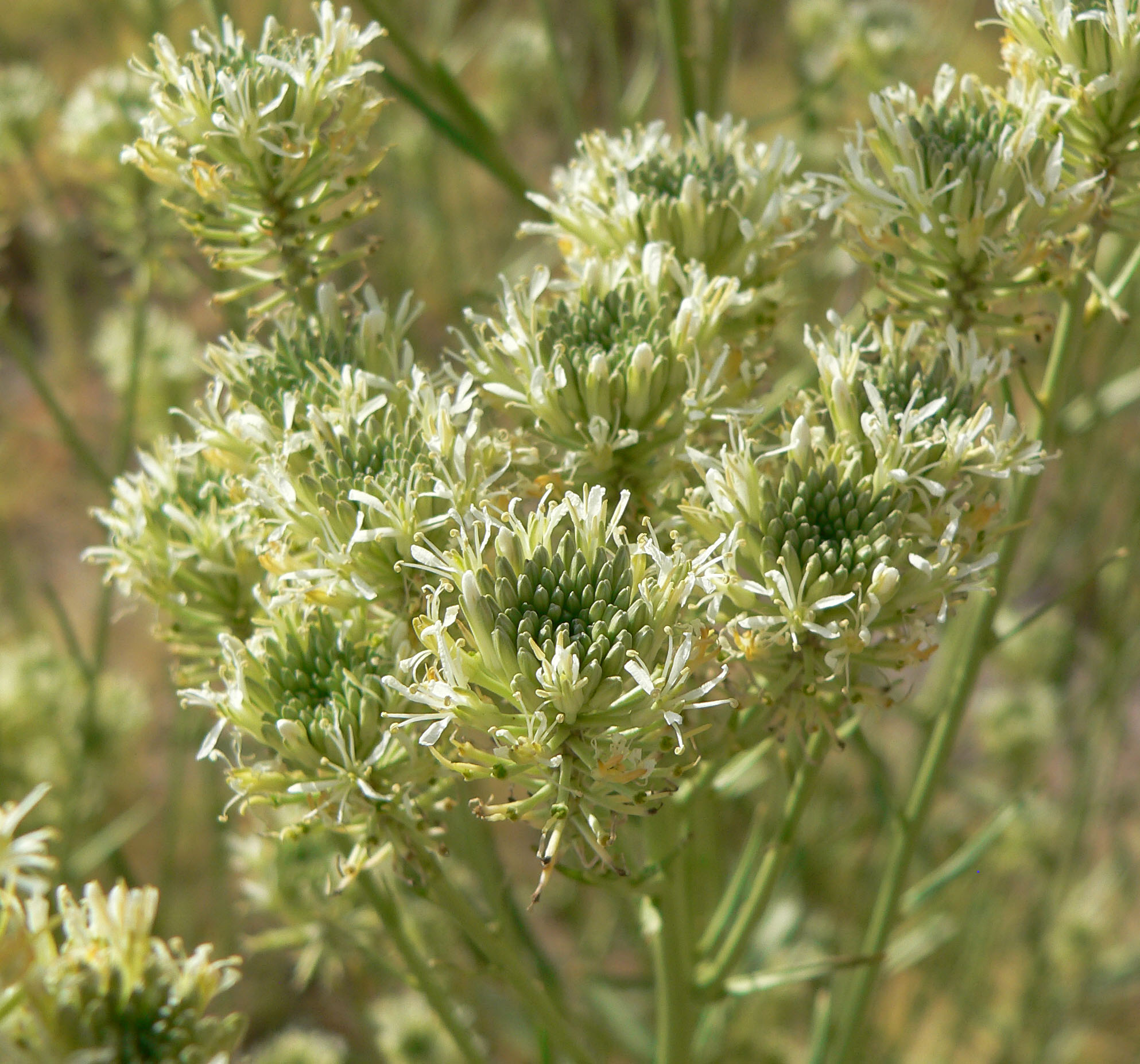
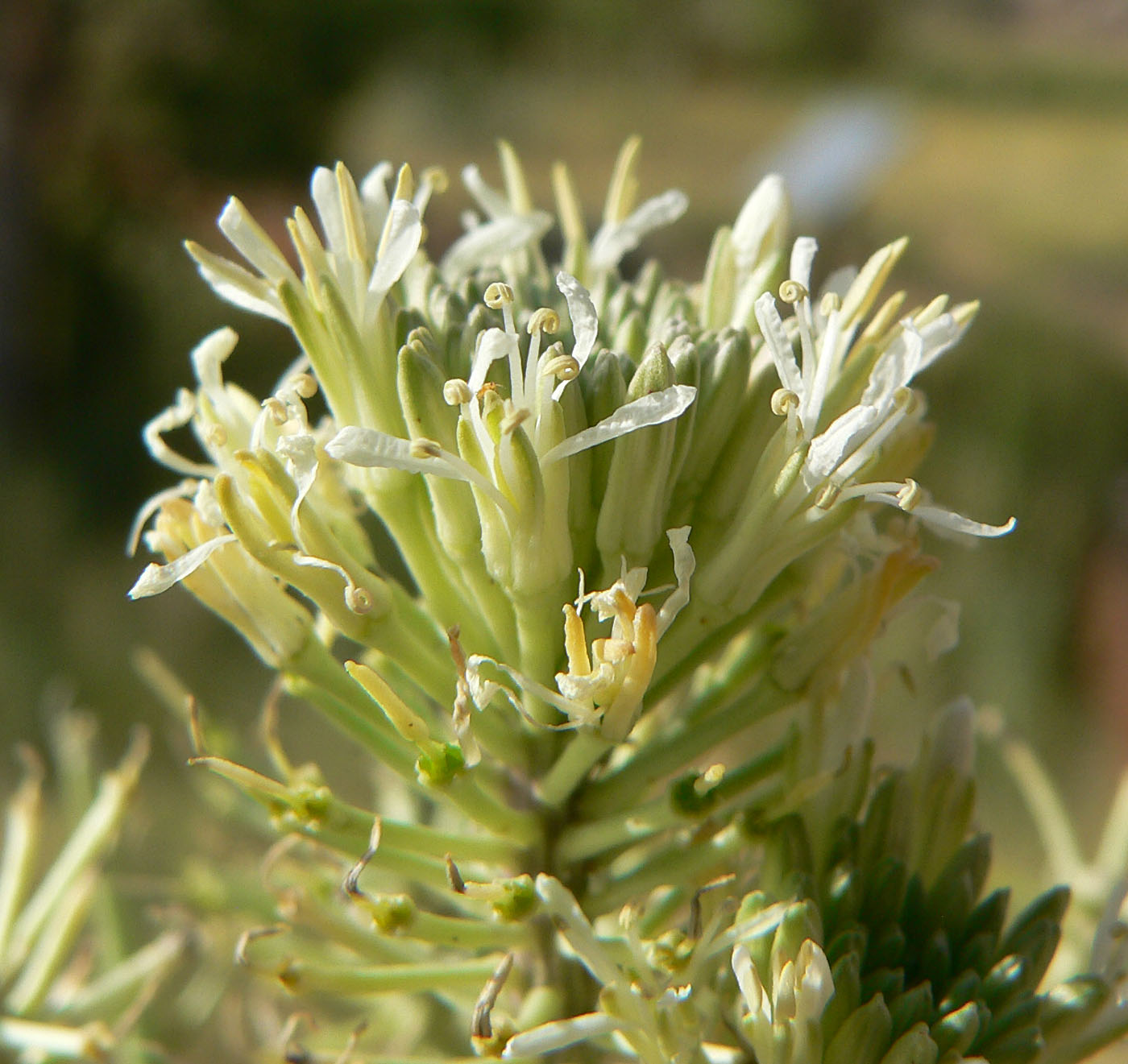
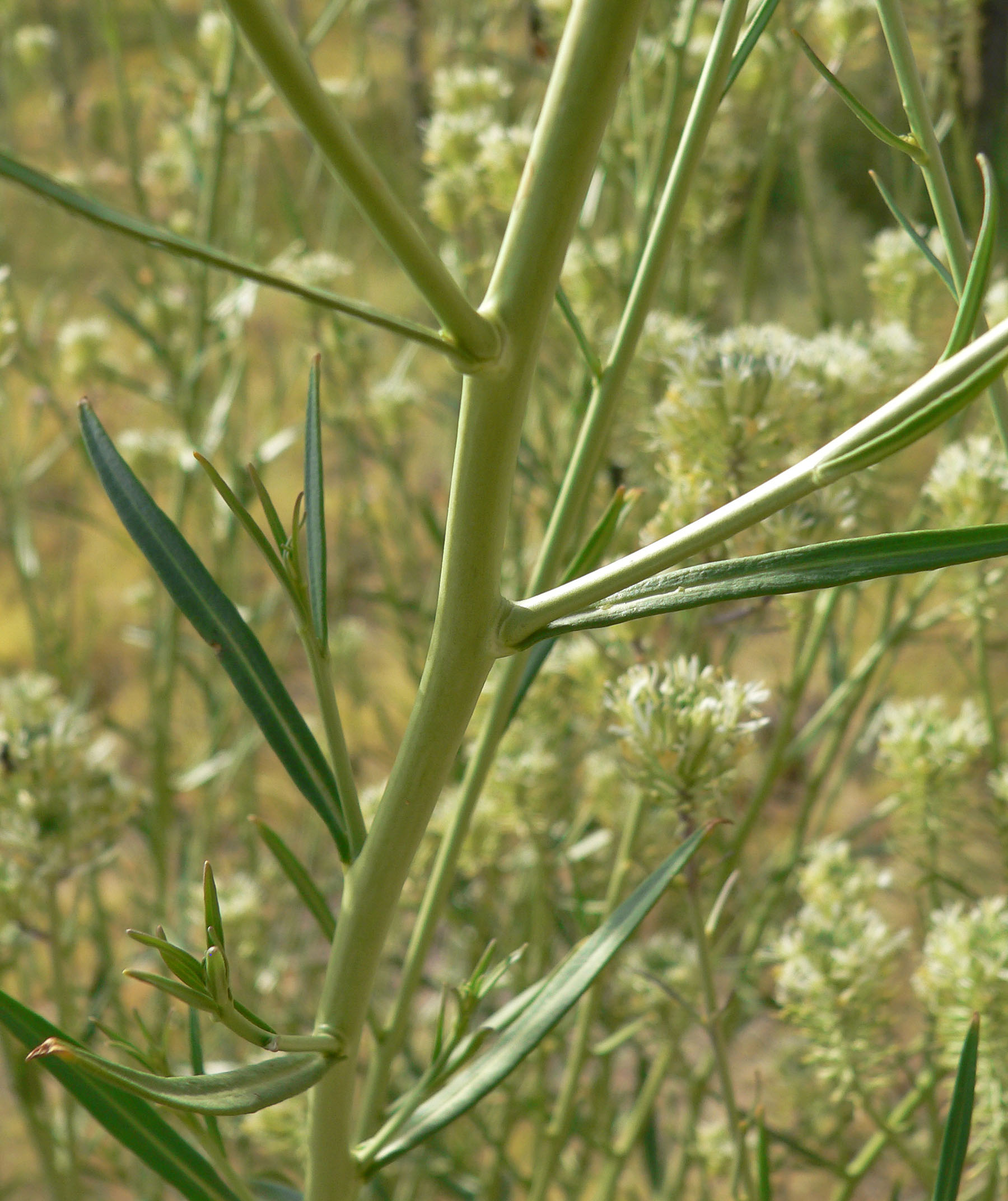
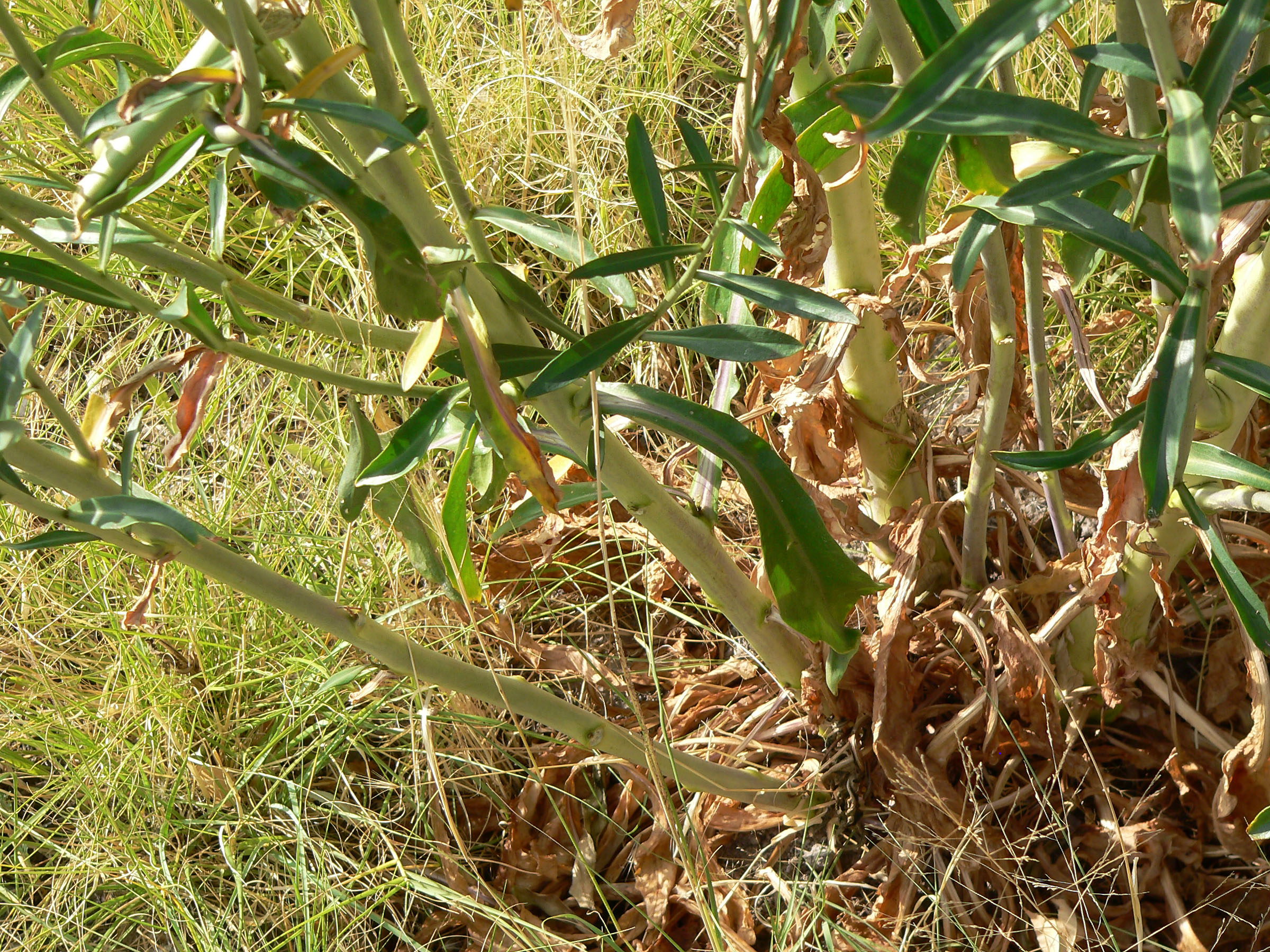